# Mohicans, connaissez-vous Charlie ?
Pour les articles homonymes, voir Mohican.
Mohicans et en sous titre Connaissez-vous Charlie ? est un essai du journaliste d'investigation Denis Robert (Julliard, 2015).

## Présentation
Ce livre retrace l'histoire d'Hara-Kiri, puis surtout de Charlie hebdo depuis la fondation de ces journaux par Cavanna et le professeur Choron, et les démêlés financiers et judiciaires avec d'autres acteurs de la publication, lors de la reprise du titre dans les années 1990. Il dresse en particulier un bilan très critique de la gestion de Charlie hebdo par Philippe Val à partir de la relance du journal en 1992.